# IR-Klasse WP
Die Indian Railways WP waren Pacific-Lokomotiven, die vor Schnellzügen auf Hauptstrecken eingesetzt waren. Von ausländischen Lokomotivfabriken und den indischen Chittaranjan Locomotive Works (CLW) wurden nach dem Zweiten Weltkrieg 755 Lokomotiven der Baureihe WP gebaut, die teilweise bis in die 1990er-Jahre im Einsatz standen.

## Geschichte
Die Lokomotive wurde von Indian Railways entworfen und mangels eigener Lokomotivfabriken im Ausland in Auftrag gegeben. Die 16 Vorserienlokomotiven wurden 1947 von Baldwin aus den Vereinigten Staaten geliefert. Sie werden manchmal auch als WP/P bezeichnet, wobei das P für Prototyp steht. Es folgte 1949 eine Serie von 300 Lokomotiven, die in Nordamerika gebaut wurden, wobei 100 von Baldwin stammten, 80 von der Canadian Locomotive Company (CLC) und 120 von den Montreal Locomotive Works (MLW). Die CLC lieferte in den Jahren 1955 und 1956 nochmals 120 Lokomotiven, danach folgen 1957 von der Lokomotivfabrik Floridsdorf bei Wien 30 Stück und weitere 30 von der Fablok aus Polen. Die restlichen Lokomotiven wurden ab 1963 von der bahneigenen CLW in Indien gebaut, wobei die letzte 1967 das Werk verließ. Im Gesamten wurden somit 755 Maschinen gebaut. Die in Indien bei der CLW gebauten Lokomotiven waren ungefähr 5 t schwerer als die importierten Maschinen. Sie wurden manchmal als WP/I bezeichnet, wobei das I für Indien stand. Diese Bezeichnung wurde manchmal auch als WP/1 geschrieben, weil sich im Englischen die Zahl 1 nicht vom großen Buchstaben I unterscheiden lässt.

Zwei WP-Lokomotiven im Depot Lucknow. Links die von CLC erbaute Nr. 7572, rechts die von der CLW erbaute Nr. 7643. Bild von 1988

Die Lokomotiven der Baureihe WP wurden auf den meisten Hauptstrecken Indiens eingesetzt. Sie hatten durch die halbkugelförmige Türe der Rauchkammer ein charakteristisches Aussehen und waren beim Personal beliebt. Die WPs bildeten das Rückgrat des Schnellzugsverkehrs, bis Diesel- und Elektrolokomotiven eingeführt wurden. Die Außerdienststellung begann in den 1980er-Jahren, in den 1990er-Jahren verschwanden die letzten Maschinen aus dem Dienst.

## Technik
Der Entwurf von Indian Railways berücksichtigte im Speziellen die für die Feuerung zu verwendende Kohle, die einen niedrigen Brennwert und einen hohen Aschengehalt hatte. Nach der guten Erfahrung mit den von Nordamerika während des Zweiten Weltkriegs gelieferten Lokomotiven der Baureihen AWD, CWD und AWC wurden die Lokomotiven mit Barrenrahmen und Boxpok-Rädern ausgeführt. Durch die Einschränkung des Radsatzfahrmasse auf 18,5 t konnte die Lokomotive beinahe auf allen Strecken eingesetzt werden. Für Strecken, welche diese Achslast nicht zuließen, wurde später die Baureihe WL entwickelt, welche nur 17 t Radsatzfahrmasse hatte.

## Erhaltene Lokomotiven
Es sind mindestens acht Lokomotiven erhalten geblieben, davon sind vier noch in mehr oder weniger betriebsfähigem Zustand erhalten, dargestellt in fetter Schrift:
- WP 7000 Shaktiman, Baujahr 1958, erbaut von Fablok, als Denkmal in der grün-gelber Farbgebung der Central Railway am Bahnhof in Bhusawal, Maharashtra aufgestellt,[4] später entfernt und im Betriebswerk für historische Fahrzeuge der Northern Railway in Rewari aufgearbeitet, im Februar 2022 erstmals wieder angefeuert.[5]
- WP 7015, Baujahr 1958, erbaut von Fablok, dem Betriebswerk für historische Fahrzeuge der Northern Railway in Rewari zugeteilt, 2006 für Sonderzüge zum 150-jährigen Jubiläum der Central Railway eingesetzt[6]
- WP 7161, Akbar, Baujahr 1965, erbaut von CLW, in Besitz des National Rail Museums of India, betriebsfähig aufgearbeitet und dem Betriebswerk für historische Fahrzeuge der Northern Railway in Rewari zugeteilt,[7] letztes Mal in 2015 und 2016 eingesetzt
- WP 7200 Azad, Baujahr 1947, erbaut von Baldwin, in Besitz des National Rail Museums of India, 2015 in Amritsar betriebsfähig aufgearbeitet und dem Betriebswerk für historische Fahrzeuge der Northern Railway in Rewari zugeteilt,[8] erste Lokomotive der Baureihe.[1] Vor der Aufarbeitung trug sie den Namen, Shahanshah ‚Kaiser‘.[9] Die Lok war im Mai 2002 betriebsfähig.[10]
- WP 7287, Baujahr 1949, erbaut von MLW, als Denkmal⊙ im Ausbesserungswerke für Lokomotiven in Lucknow aufgestellt
- WP 7411, Baujahr 1949, in Nordamerika gebaut, als Denkmal im Ausbesserungswerke für Diesellokomotiven in Bardhaman aufgestellt
- WP 7581, Baujahr 1955, erbaut von CLC, als Denkmal⊙ vor dem Divisional Railway Manager-Büro in Sonpur, Bihar, öffentlich zugänglich[11]
- WP 7656, Baujahr 19652, erbaut von CLW, als Denkmal⊙ beim Senior Railway Institute in Jhansi, Uttar Pradesh